# Muzeum Ofiar Ludobójstwa w Wilnie

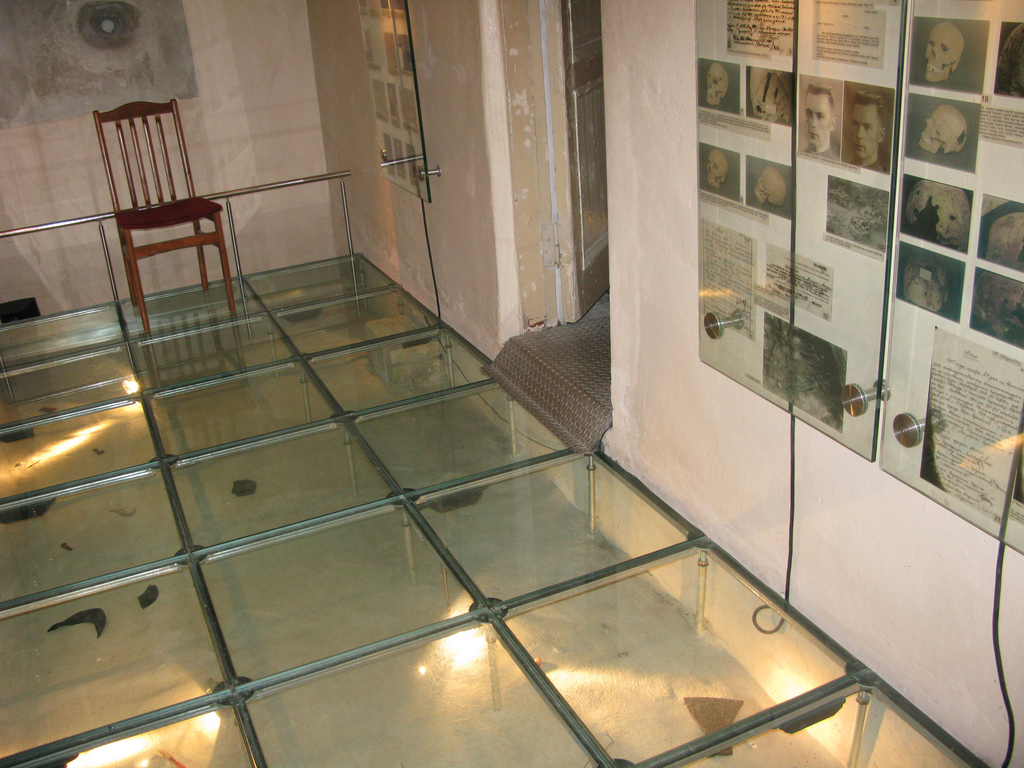
Pomieszczenie wykonywania egzekucji

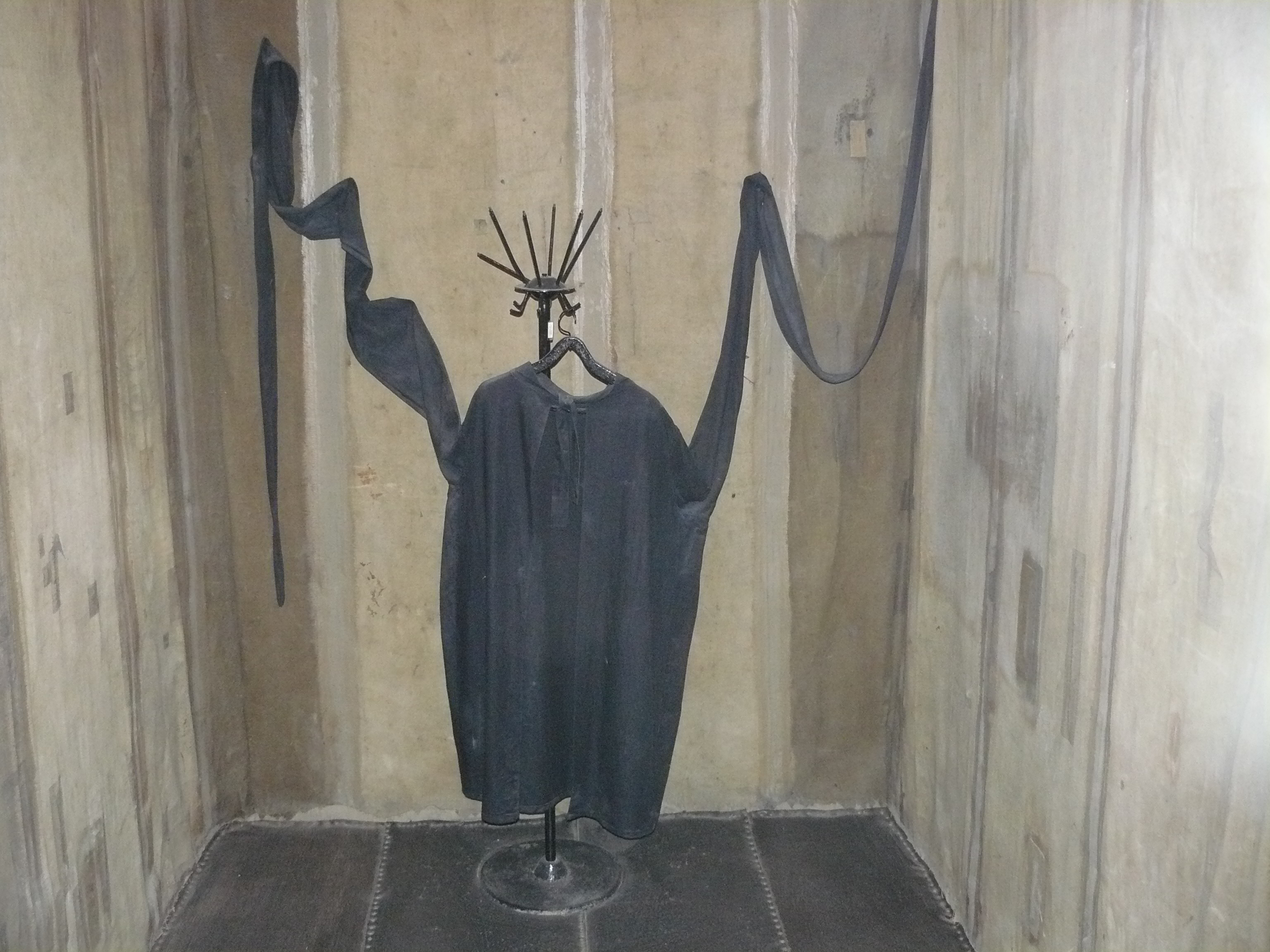
Cela – izolatka z pasami

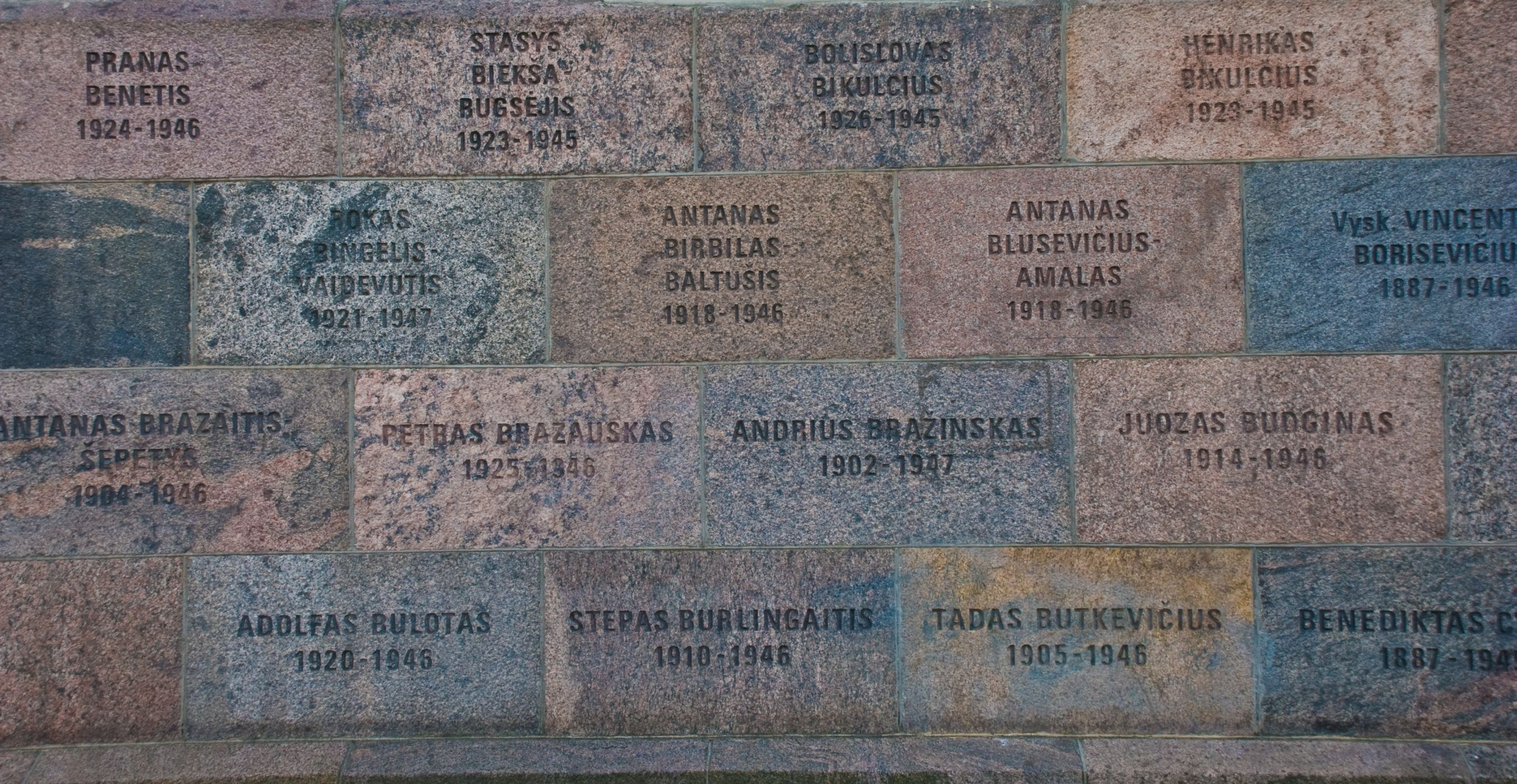
Ściana na zewnątrz muzeum, z nazwiskami ofiar

Muzeum Ofiar Ludobójstwa (lit. Genocido muziejus aukų) w Wilnie, na Litwie zostało utworzone w 1992 przez Ministerstwo Kultury Litwy, na wniosek Związku Więźniów Politycznych i Deportowanych. W 1997 przekazano go Centrum Badania Ludobójstwa i Ruchu Oporu Mieszkańców Litwy (Lietuvos gyventojų genocido ir rezistencijos tyrimo centras). Muzeum mieści się w dawnej siedzibie Gestapo, NKWD/KGB naprzeciwko pl. Łukiskiego (Lukiškių aikštė), dlatego potocznie określany jest jako Muzeum KGB.
Zadaniem muzeum jest gromadzenie i eksponowanie dokumentów odnoszących się do 50-letniej okupacji Litwy przez ZSRR, litewskiego ruchu oporu jak i ofiarom aresztowań, deportacji i egzekucji, które miały miejsce w tym okresie. 

## Historia budynku
Budynek był miejscem zbrodni dokonanych na przedstawicielach wszystkich narodowości zamieszkujących Wileńszczyznę. 
Budynek zbudowano w okresie caratu (zaboru rosyjskiego) w 1890 dla miejscowego sądu gubernialnego. Podczas I wojny światowej zajmowała go administracja niemiecka. Po ogłoszeniu niepodległości Litwy służył jako centrum poboru do nowo powstałego wojska litewskiego i siedziba dowódcy garnizonu wileńskiego. Następnie miasto na krótko przejęli bolszewicy, a budynek był siedzibą ich dowództwa i trybunału rewolucyjnego (sądu). W 1920 Wilno powróciło w granice Polski – w budynku mieścił sąd wojewódzki. Po anektowaniu polskich ziem wschodnich we wrześniu 1939 i utworzeniu Litewskiej Socjalistycznej Republiki Radzieckiej w 1940 nastąpiły masowe aresztowania i deportacje, a piwnica budynku stała się więzieniem. W 1941 po napaści Niemiec umieszczono tam siedzibę Gestapo. Na ścianach cel pozostały napisy z tego okresu. Rosjanie ponownie zajęli Wilno w 1944 i od tej pory aż do odzyskania niepodległości przez Litwę w 1991 budynek był wykorzystywany przez NKWD/KGB jako siedziba, areszt i miejsce przesłuchań. W piwnicy w latach 1944-1960 zostało straconych ponad 1000 więźniów, w tym około 1/3 za udział w walce zbrojnej z ZSRR. Większość ciał pochowano w parku dworu w Tuskulanach (Tuskulėnų dvaras), który po odbudowie został przeznaczony na oddział Muzeum Ofiar Ludobójstwa.
Obecnie siedziba muzeum służy też jako budynek sądowy (m.in. mieszczący Sąd Apelacyjny Litwy) oraz repozytorium Litewskiego Archiwum Specjalnego.